# Edward Chojecki
Edward Chojecki (ur. 3 czerwca 1926 w Wólce Tarnowskiej, zm. 27 czerwca 2017) – polski rolnik i polityk, poseł na Sejm PRL IX kadencji.

## Życiorys
W 1954 wstąpił do Zjednoczonego Stronnictwa Ludowego. Zasiadał w Powiatowym Komitecie tej partii w Kozienicach. Od 1969 do 1972 był prezesem koła tej partii w Grzybowie. W 1974 został członkiem m.in. Naczelnego Komitetu ZSL. Był radnym Gminnej Rady Narodowej, zasiadał też w Radzie Wojewódzkiej Patriotycznego Ruchu Odrodzenia Narodowego w Radomiu. W 1985 uzyskał mandat posła na Sejm PRL IX kadencji w okręgu Radom z ramienia ZSL, zasiadając w Komisji Rynku Wewnętrznego i Usług. Przez 27 lat był sołtysem w Grzybowie.
Pochowany w Magnuszewie.